# Condado de Larimer
El condado de Larimer (en inglés: Larimer County), fundado en 1861, es uno de los 64 condados del estado estadounidense de Colorado. En el año 2000 tenía una población de 251 494 habitantes con una densidad poblacional de 37 personas por km². La sede del condado es Fort Collins.

## Geografía
Según la Oficina del Censo, el condado tiene un área total de 6822 km² (2634,0 mi²), de la cual 6737 km² (2601,2 mi²) es tierra y 84 km² (32,4 mi²) (1.24%) es agua.

### Condados adyacentes
- Condado de Laramie - noreste
- Condado de Weld - este
- Condado de Boulder - sur
- Condado de Grand - suroeste
- Condado de Jackson - oeste
- Condado de Albany - noroeste

## Demografía
En el 2000 la renta per cápita promedia del condado era de $48, 655, y el ingreso promedio para una familia era de $58 866. En 2000 los hombres tenían un ingreso per cápita de $40 829 versus $27 859 para las mujeres. El ingreso per cápita para el condado era de $23 689. Alrededor del 9.20% de la población estaba bajo el umbral de pobreza nacional.

## Ciudades y pueblos

### Comunidades incorporadas
- Berthoud (pueblo)
- Estes Park (pueblo)
- Fort Collins (pueblo)
- Loveland (pueblo)
- Timnath (pueblo)
- Wellington (pueblo)
- Windsor (pueblo, históricamente en el condado de Weld, pero se expandió al condado de Larimer en los años 1990).

### Comunidades no incorporadas
- Bellvue
- Buckeye
- Campion
- Cherokee Park
- Drake
- Glendevey
- Glen Haven
- LaPorte
- Livermore
- Kinikinik
- Manhattan (despoblado)
- Masonville
- Old Roach (despoblado)
- Pinewood Springs
- Pingree Park
- Poudre Park
- Red Feather Lakes
- Rustic
- Teds Place
- Virginia Dale
- Waverly

## Lugares
- Cañón Poudre